# Alain Cuypers
Alain Cuypers (Oostende, 29 november 1967) is een voormalige Belgische atleet, die was gespecialiseerd in het hordelopen. Hij nam eenmaal deel aan de Olympische Spelen en veroverde op drie nummers in totaal zes Belgische titels.

## Biografie
Cuypers verbeterde in 1986 het Belgisch record bij de junioren op de 400 m horden met een tijd van 50,15 s. Dit record werd pas in 2011 door Stef Vanhaeren verbeterd. In datzelfde jaar werd hij ook vijfde bij de wereldkampioenschappen voor junioren.
In 1988 werd Cuijpers voor het eerst Belgisch kampioen op zijn favoriete onderdeel. Hij verbeterde dat jaar ook voor het eerst het Belgisch record op de 110 m horden. Een jaar later nam hij deel aan de Olympische Spelen van 1988 in Seoel, waar hij zowel op de 110 m horden als op de 400 m horden de halve finale haalde. In 1989 verbeterde hij ook het Belgisch record op de 400 m horden.

### Clubs
Cuypers was aangesloten bij AV Toekomst.

## Belgische kampioenschappen
Outdoor
| Onderdeel    | Jaar             |
| ------------ | ---------------- |
| 400 m horden | 1988, 1989, 1991 |

Indoor
| Onderdeel   | Jaar       |
| ----------- | ---------- |
| 400 m       | 1991       |
| 60 m horden | 1989, 1993 |

## Persoonlijke records
!Outdoor
| Onderdeel    | Prestatie       | Datum            | Plaats  |
| ------------ | --------------- | ---------------- | ------- |
| 110 m horden | 13,63 s         | 15 augustus 1992 | Brussel |
| 400 m horden | 49,53 s (ex-NR) | 5 augustus 1989  | Brussel |

!Indoor
| Onderdeel   | Prestatie      | Datum        | Plaats    |
| ----------- | -------------- | ------------ | --------- |
| 60 m horden | 7,71 s (ex-NR) | 6 maart 1993 | Karlsruhe |

## Palmares

### 60 m horden
- 1988: 5e in ½ fin. EK indoor in Boedapest – 7,81 s
- 1989:  BK indoor AC - 7,79 s
- 1989: 4e in reeksen EK indoor in Den Haag – 7,93 s
- 1989: 5e in reeksen WK indoor in Boedapest – 7,98 s
- 1993:  BK indoor AC - 7,75 s
- 1993: 5e in reeksen WK indoor in Toronto – 7,86 s

### 110 m horden
- 1987: DNF WK
- 1988: 7e in ½ fin. OS - 13,92 s
- 1993:  BK AC - 14,01 s

### 400 m horden
- 1985: 8e EJK in Cottbus – 52,76 s
- 1986: 6e in reeks EK in Stuttgart - 51,27 s
- 1986: 5e WJK in Athene – 50,67 s
- 1988:  BK AC - 50,03 s
- 1988: 7e in ½ fin. OS - 49,75 s
- 1989:  BK AC - 50,74 s
- 1991:  BK AC - 50,18 s
- 1991: 5e in reeks WK - 50,21 s

### 400 m
- 1991:  BK AC indoor - 48,92 s